# Sam Hargrave
Pour les articles homonymes, voir Hargrave.
Sam Hargrave est un acteur, cascadeur et réalisateur, américain. Il est connu pour sa collaboration avec les frères Anthony et Joe Russo, en tant que coordonnateur de cascades pour l’univers cinématographique Marvel.

## Biographie
Fin novembre 2018, Sam Hargrave réalise Tyler Rake (Extraction), écrit par Joe Russo,, et y joue également dans le rôle de Gaetan / « G ». Le film est diffusé en avril 2020 sur Netflix.

## Filmographie

### En tant qu’acteur

#### Longs métrages
- 2003 : The Pink House de Tessa Blake et Ian Williams : le punk à la peinture
- 2006 : Soft Target d’Art Camacho : le combattant
- 2006 : Driving to Zigzigland de Nicole Ballivian : Nicolas
- 2007 : TKO de Declan Mulvey : le chasseur dans la cage
- 2009 : Angel of Death de Paul Etheredge : Chip
- 2009 : Blood and Bone de Ben Ramsey : Manuel
- 2010 : Once Fallen de Ash Adams (nl) : Axel
- 2010 : Acts of Violence de Il Lim : Peter
- 2010 : The King of Fighters de Gordon Chan : Sam
- 2011 : Conan (Conan the Barbarian) de Marcus Nispel : le chevalier guerrier
- 2014 : Blood Runs Black d’Andrew Muto : le policier
- 2015 : Unlucky Stars de Dennis Ruel : Sam
- 2017 : Atomic Blonde de David Leitch : James Gasciogne
- 2017 : Thor : Ragnarok de Taika Waititi : un gladiator (non crédité)
- 2018 : Deadpool 2 de David Leitch : le gardien de DMC
- 2019 : Avengers: Endgame de Anthony et Joe Russo : le nouveau chauffeur d’Asgard
- 2020 : Birds of Prey de Cathy Yan : le mercenaire
- 2020 : Tyler Rake (Extraction) de lui-même : Gaetan / « G »
- 2022 : Interceptor lui-même : Russian sniper
- 2023 : Tyler Rake 2 (Extraction 2) de lui-même : Ditch Digger

#### Courts métrages
- 2006 : Safe de Ming Lo : le gardien
- 2006 : Superman Unplugged de Eric L. Waters : Superman / Clark Kent
- 2010 : Seven Layer Dip de Monique Ganderton et de lui-même : Sam
- 2011 : Fatal de Fernando Chien : Shawn
- 2012 : Shtarkers: Tough Guys de R.S. Bailey et Tony Perzow
- 2012 : Love and Vigilance de Monique Ganderton et lui-même
- 2014 : Bad Choice de Can Aydin : le gars
- 2019 : The Shoot de lui-même : l’espion séduisant

#### Téléfilm
- 2017 : The Saint de Simon West : l’agent de sécurité

#### Série télévisée
- 2011 : Shtarkers : un voyou

### En tant que cascadeur

#### Longs métrages
- 2006 : Pirates des Caraïbes : Le Secret du coffre maudit (Pirates of the Caribbean : Dead Man's Chest) de Gore Verbinski
- 2007 : Pirates des Caraïbes : Jusqu'au bout du monde (Pirates of the Caribbean: At World's End) de Gore Verbinski
- 2012 : Avengers de Joss Whedon
- 2016 : Captain America: Civil War d’Anthony et Joe Russo
- 2018 : Avengers: Infinity War d’Anthony et Joe Russo
- 2019 : Avengers: Endgame d’Anthony et Joe Russo

#### Séries télévisées
- 2005 : Supernatural (épisode pilote)
- 2005 : Head Cases (saison 1, épisode 4 : In the Club)
- 2006 : Huff (saison 2, épisode 4 : Red Meat ; non crédité)
- 2007 : Moonlight (10 épisodes)

### En tant que réalisateur

#### Longs métrages
- 2020 : Tyler Rake (Extraction)
- 2023 : Tyler Rake 2 (Extraction 2)

#### Courts métrages
- 2007 : Reign
- 2010 : Seven Layer Dip (coréalisé avec Monique Ganderton)
- 2012 : Love and Vigilance (coréalisé avec Monique Ganderton)
- 2013 : Game Changer
- 2019 : The Shoot

## Distinctions

### Récompenses
- World Stunt Awards 2013 pour Avengers (The Avengers) :
  - « Hardest Hit »
  - Meilleur « High Work »

- World Stunt Awards 2017 : Meilleur « High Work » dans Captain America: Civil War
- World Stunt Awards 2018 : Meilleure action dans un film étranger Zhan lang II
- Screen Actors Guild Awards 2020 : Meilleure équipe de cascadeurs dont Sam Hargrave dans Avengers: Endgame

### Nominations
- Screen Actors Guild Awards 2008 : Meilleure équipe de cascadeurs dont Sam Hargrave dans Pirates des Caraïbes : Jusqu'au bout du monde (Pirates of the Caribbean: At World's End)
- Screen Actors Guild Awards 2017 : Meilleure équipe de cascadeurs dont Sam Hargrave dans Captain America: Civil War
- World Stunt Awards 2017 : Meilleur cascadeur dans Captain America: Civil War
- Screen Actors Guild Awards 2019 : Meilleure équipe de cascadeurs dont Sam Hargrave dans Avengers: Infinity War